# الرحمانية (مركز)
مركز الرحمانية، مركز إداري مصري. يقع في شمال شرق محافظة البحيرة الواقعة أقصى شمال جمهورية مصر العربية. مدينة الرحمانية عاصمة المركز.

## تاريخ الرحمانية
بعد وصول الحملة الفرنسية إلى غرب مدينة الإسكندرية في 2 يوليو سنة 1798 م، زحفوا على المدينة واحتلوها في ذلك اليوم وبعد ذلك أخذ نابليون يزحف على القاهرة عن طريق دمنهور حيث استطاع ان يحتل مدينة رشيد في 6 يوليو ووصل إلى الرحمانية وهي قرية على النيل وفي تلك الأثناء كان المماليك يعدون جيشا لمواجهة الجيوش الفرنسية بقيادة مراد بك حيث التقي الجيشان بالقرب من شبراخيت يوم 13 يوليو سنة 1798 م إلا أن الجيش المملوكي هزم واضطر إلى التقهقر فرجع مراد بك إلى القاهرة والتقي كلا من الجيش الفرنسي والجيش المملوكي تارة أخرى في معركة إمبابة أو موقعة الأهرام حيث هزم جيش مراد بك مرة أخرى في هذه المعركة الفاصلة في 21 يوليو سنة 1798 م.

## قرى الرحمانية
- منية سلامة
- المجد
- الأبريقجي
- كفر محلة داود
- سمخراط

## أعلام المركز
حلمي محمد القاعود: كاتب وأديب وأستاذ جامعي.
عمرو على سعد ابوهانى: عميد كلية الحاسبات والمعلومات بجامعة دمنهور.